# Duranta armata
Espèce
Statut de conservation UICN

 NT  : Quasi menacé
Duranta armata est une espèce de plantes de la famille des Verbenaceae.

## Publication originale
- Bulletin of the Torrey Botanical Club 68: 499. 1941.